# Rozas de Puerto Real
Rozas de Puerto Real er en by og kommune i det centrale Spanien i Madrid-regionen. Den har et indbyggertal på 580 (2024) indbyggere.